# Pauci (Brod Moravice)
Pauci je naselje u Hrvatskoj, nalazi se u općini Brod Moravice u Primorsko-goranskoj županiji. Prema popisu stanovništva iz 2011. naselje nije imalo stanovnika. Naselje se nalazi na 415 metara nadmorske visine.

## Stanovništvo
Najviše stanovnik naselje je imalo prema popisu iz 1857. godine. Prema popisu iz 2011. godine naselje nije imalo stanovnika, niti domaćinstava.
| broj stanovnika | 33    | 31    | 34    | 25    | 25    | 24    | 27    | 23    | 17    | 20    | 15    | 20    | 10    | 3     |       |       |       |
|                 | 1857. | 1869. | 1880. | 1890. | 1900. | 1910. | 1921. | 1931. | 1948. | 1953. | 1961. | 1971. | 1981. | 1991. | 2001. | 2011. | 2021. |

## Vanjske poveznice
- Službene stranice općine Brod Moravice